# Playa Azul, Chiapas
Playa Azul är en ort i Mexiko.   Den ligger i kommunen La Independencia och delstaten Chiapas, i den sydöstra delen av landet, 900 km öster om huvudstaden Mexico City. Playa Azul ligger 868 meter över havet och antalet invånare är 606.
Terrängen runt Playa Azul är lite bergig. Runt Playa Azul är det ganska tätbefolkat, med 54 invånare per kvadratkilometer. Närmaste större samhälle är San Isidro el Zapotal, 2,8 km söder om Playa Azul. I omgivningarna runt Playa Azul växer huvudsakligen savannskog.